# Ломовка (Пензенская область)
Ло́мовка — село в Лунинском районе Пензенской области. Административный центр Ломовского сельсовета.

## География
Село расположено в северной части Пензенской области, на расстоянии примерно 15 км (по прямой) к северо-востоку от Лунино, административного центра района.
Часовой пояс
Село Ломовка как и вся Пензенская область, находится в часовой зоне МСК (московское время). Смещение применяемого времени относительно UTC составляет +3:00.

## Население
| 1710  | 1717  | 1723  | 1747  | 1782  | 1864  | 1877  |
| ----- | ----- | ----- | ----- | ----- | ----- | ----- |
| 1349  | ↘1299 | ↗1536 | ↗1890 | ↗1930 | ↘1474 | ↗1671 |
| 1897  | 1910  | 1926  | 1930  | 1959  | 1979  | 1989  |
| ↘1534 | ↗2640 | ↗2856 | ↗2913 | ↘1570 | ↘963  | ↗1004 |
| 1996  | 2002  | 2010  |       |       |       |       |
| ↘958  | ↘758  | ↘753  |       |       |       |       |

Среди жителей села Ломовка распространена гаплогруппа J-Z631.
Национальный состав
Согласно результатам переписи 2002 года, в национальной структуре населения русские составляли 95 % из 848 чел.